# 倉田瑛茉
倉田 瑛茉（くらた えま、2020年（令和2年）1月11日 - ）は、日本の子役。スマイルモンキー所属。

## 略歴
2023年に日曜劇場『下剋上球児』でドラマ初出演。松本若菜主演ドラマ「西園寺さんは家事をしない」で松村北斗の娘役で脚光を浴びる。

## 人物
- 趣味：人形遊び・お絵描き[1]
- 特技：大きな口を開けて歌うこと[1]

## 出演

### テレビドラマ
- 日曜劇場 下剋上球児（2023年10月15日 - 12月17日、TBS） - 南雲なぎさ 役[2]
- 火曜ドラマ 西園寺さんは家事をしない（2024年7月9日 - 9月17日、TBS） - 楠見ルカ 役[5]
- 月曜22時枠 あなたを奪ったその日から（2025年4月21日 - 6月30日、関西テレビ・フジテレビ） - 結城萌子（3歳時） 役[6]
- ドラマ特区 彩香ちゃんは弘子先輩に恋してる 2nd Stage（2025年6月27日 - 、毎日放送） - 猪狩つむぎ 役[7]

### 映画
- 35年目のラブレター（2025年3月7日公開、東映東京撮影所）- 西畑浩実（幼少） 役[8]

### スチール
- ’24 An・an 2422号「トレンド大賞2024」特集扉ページカラー2P
- ’24 日生協「24 季節のくらし盛夏号」
- ‘25 週刊TVガイド
- ‘25 ダ・ヴィンチ 8月号 - サンリオ特集

### バラエティ
- それSnow Manにやらせて下さい（2025年2月28日、TBS）
- Golden SixTONES (2025年4月13日・5月25日、日本テレビ)

### MV
- サカナクション「怪獣」（2025年）
- とた「予感」（2025年）

### CM
- 株式会社フォーシーズ ピザーラ 熟成パンチェッタと瀬戸内レモンソース、熟成パンチェッタの極旨クォーター「瀬戸内レモン日和ダンス」篇（2025年7月 - ）[9]